# Dioscorea fuliginosa
Dioscorea fuliginosa är en enhjärtbladig växtart som beskrevs av Reinhard Gustav Paul Knuth. Dioscorea fuliginosa ingår i släktet Dioscorea och familjen Dioscoreaceae. Inga underarter finns listade i Catalogue of Life.